# 7 maja
7 maja jest 127. (w latach przestępnych 128.) dniem w kalendarzu gregoriańskim. Do końca roku pozostaje 238 dni.

## Święta
- Imieniny obchodzą: August, Bogdała, Domicela, Domicjan, Domicjana, Flawia, Florian, Gizela, Jan, Ludmiła, Ludomiła, Ludomira, Piotr, Róża, Stanimir i Wincenty.
- Hamburg – Urodziny Portu
- Rosja – Dzień Radia
- Wspomnienia i święta w Kościele katolickim[1][2] obchodzą:
  - bł. Albert z Bergamo (tercjarz)
  - św. Augustyn Roscelli (kapłan)
  - św. Domicjan z Tongeren-Maastricht (biskup)
  - bł. Gizela Bawarska (ksieni)
  - Matka Boska Leżajska (Kościół katolicki w Polsce; ustanowione w 1981 przez Jana Pawła II)
  - św. Róża Venerini (dziewica i zakonnica)

## Wydarzenia w Polsce
- 1375 – Mikołaj z Kórnika został biskupem poznańskim.
- 1391 – Książę Władysław Opolczyk, bez zgody króla Polski Władysława II Jagiełły, oddał w zastaw krzyżakom zamek w Złotorii nad Drwęcą. Stało się to bezpośrednią przyczyną wybuchu wojny pomiędzy księciem a królem.
- 1472 – W trakcie wojny z królem Kazimierzem IV Jagiellończykiem biskup warmiński Mikołaj Tungen, przy pomocy zaciężnych zwerbowanych w Prusach Krzyżackich, zajął Braniewo.
- 1653 – Wybuchł wielki pożar Orszy (obecnie na Białorusi).
- 1656 – Potop szwedzki: zwycięstwo wojsk szwedzkich w bitwie pod Kłeckiem.
- 1657 – Potop szwedzki: rozpoczęło się szwedzkie oblężenie twierdzy w Brześciu.
- 1756 – Wielki pożar Skoczowa.
- 1764 – W Warszawie rozpoczęły się obrady Sejmu konwokacyjnego.
- 1765 – Król Stanisław August Poniatowski ustanowił Order Świętego Stanisława.
- 1794 – Insurekcja kościuszkowska:
  - Tadeusz Kościuszko wydał Uniwersał połaniecki znoszący poddaństwo osobiste chłopów, zakazujący ich rugowania z gruntu oraz zmniejszający wymiar pańszczyzny.
  - Zwycięstwo wojsk rosyjskich w bitwie pod Polanami.
- 1859 – W Poznaniu odsłonięto pomnik Adama Mickiewicza.
- 1863 – Powstanie styczniowe: zwycięstwo powstańców w bitwie pod Birżami.
- 1873 – Zainaugurowała działalność Akademia Umiejętności w Krakowie.
- 1919:
  - Otwarto Wszechnicę Piastowską – obecny Uniwersytet im. Adama Mickiewicza w Poznaniu.
  - Utworzono Państwowy Instytut Geologiczny.
- 1940:
  - Gestapo dokonało aresztowania 69 oficerów Policji Polskiej Generalnego Gubernatorstwa dystryktu warszawskiego, na czele z komendantem ppłk Marianem Kozielewskim.
  - W okupowanym Toruniu założono niemiecki klub sportowy SV Thorn.
- 1945 – W bitwie pod Kuryłówką oddziały Narodowej Organizacji Wojskowej odparły atak NKWD, po czym wycofały się ze wsi.
- 1958 – Powstał Polski Komitet Pomocy Społecznej (PKPS).
- 1968 – W nocy z 6 na 7 maja nad Tatrami przetoczył się najsilniejszy odnotowany wiatr halny, osiągający prędkość około 300 km/h.
- 1971 – Premiera filmu Epilog norymberski w reżyserii Jerzego Antczaka.
- 1977 – W kamienicy przy ul. Szewskiej 7 w Krakowie znaleziono ciało Stanisława Pyjasa.
- 1994:
  - Premiera filmu Śmierć jak kromka chleba w reżyserii Kazimierza Kutza.
  - Premiera komedii obyczajowej Komedia małżeńska w reżyserii Romana Załuskiego.
- 1999 – Premiera filmu sensacyjnego Operacja Samum w reżyserii Władysława Pasikowskiego
- 2003 – Z terytorium Polski widoczny był tranzyt Merkurego na tle tarczy słonecznej.
- 2005 – W Warszawie założono partię polityczną Unia Lewicy III RP (obecnie Wolność i Równość).
- 2010 – Gen. Mieczysław Cieniuch został szefem Sztabu Generalnego WP.
- 2022 – W Kościele Ewangelicko-Augsburskim w RP miała miejsce pierwsza w historii ordynacja kobiet na księży. W kościele Świętej Trójcy w Warszawie ordynowano grupę 9 diakonek. Pierwszą ordynowaną została Halina Radacz[3].

## Wydarzenia na świecie

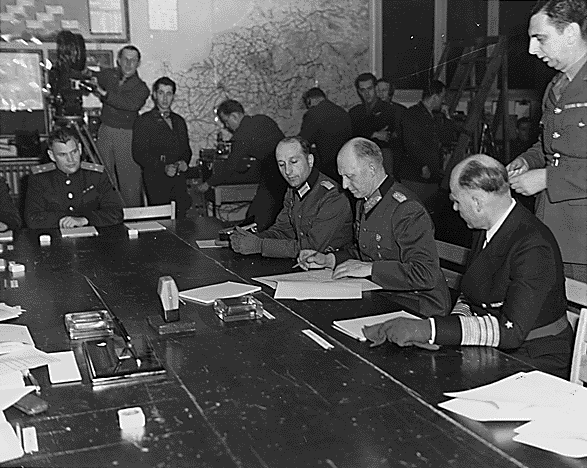
Alfred Jodl podpisuje akt kapitulacji III Rzeszy (1945)

- 351 – Nad Jerozolimą ukazał się wielki świetlisty krzyż. Zjawisko zostało opisane przez biskupa Cyryla w liście do cesarza Konstancjusza II.
- 558 – W wyniku trzęsienia ziemi zawaliła się kopuła świątyni Hagia Sophia w Konstantynopolu.
- 1104 – Zwycięstwo Turków seldżuckich nad wojskami chrześcijańskimi w bitwie pod Harran.
- 1189 – Hamburg uzyskał od cesarza rzymskiego Fryderyka I Barbarossy zezwolenie na handel bezcłowy i status Wolnego Miasta Rzeszy.
- 1259 – Abp Konrad von Hochstaden przyznał Kolonii prawo składu.
- 1274 – Rozpoczęły się obrady soboru lyońskiego II, koncentrujące się wokół zasad jakie rządzić mają wyborem papieża.
- 1342 – Podczas tzw. niewoli awiniońskiej wybrano na papieża francuskiego kardynała Pierre’a Rogera de Beauforta, który przybrał imię Klemens VI.
- 1379 – W bitwie morskiej pod Pulą flota genueńska pokonała flotę wenecką.
- 1429 – Wojna stuletnia: wojska francuskie pod wodzą Joanny d’Arc przełamały angielskie oblężenie Orleanu.
- 1463 – Pożar zniszczył francuską Tuluzę.
- 1494 – Amde Tsyjon II został cesarzem Etiopii.
- 1592 – Wojna japońsko-koreańska: zwycięstwo floty koreańskiej w bitwie przy porcie Okp’o.
- 1600 – Książę Parmy i Piacenzy oraz Castro Ranuccio I Farnese ożenił się w Rzymie z Małgorzatą Aldobrandini.
- 1621 – Cesarz Ferdynand II Habsburg wypłacił zaległy żołd i zwolnił ze służby uciążliwych z powodu dokonywanych grabieży polskich lisowczyków.
- 1659 – Po 6 latach wznowił obrady angielski Parlament Kadłubowy, ustanowiony w czasie protektoratu Olivera Cromwella.
- 1663 – W Londynie otwarto Teatr Królewski.
- 1682 – Po śmierci Fiodora III Romanowa ogłoszono równolegle carami jego niepełnoletnich braci Iwana V i Piotra I, w imieniu których regencję objęła ich siostra Zofia Romanowa.
- 1689 – Wojna irlandzka: zwycięstwo wojsk protestanckich nad jakobickimi w bitwie pod Beleek.
- 1697 – Spłonął doszczętnie Zamek Królewski w Sztokholmie.
- 1709 – Wojna o sukcesję hiszpańską: zwycięstwo wojsk hiszpańsko-francuskich nad portugalsko-angielskimi w bitwie na La Gudiña.
- 1718 – Założono Nowy Orlean w Luizjanie.
- 1763 – Wybuchło indiańskie powstanie Pontiaka przeciwko brytyjskiemu panowaniu w Ameryce Północnej.
- 1765 – Zwodowano brytyjski żaglowy okręt liniowy HMS „Victory”.
- 1794 – We Francji wprowadzono formalną religię państwową, tzw. Kult Istoty Najwyższej.
- 1817 – Cesarz Japonii Kōkaku abdykował na rzecz swego syna Ninkō.
- 1824 – W Wiedniu odbyła się premiera IX symfonii Ludwiga van Beethovena.
- 1840 – 317 osób zginęło w wyniku przejścia tornada nad Natchez w stanie Missisipi.
- 1842 – W wyniku trzęsienia ziemi o sile 8,1 stopnia w skali Richtera u wybrzeży Haiti i wywołanych nim fal tsunami zginęło około 5 tys. osób.
- 1849 – Massimo d’Azeglio został premierem Królestwa Sardynii.
- 1850 – Szwajcarskie Zgromadzenie Federalne uchwaliło ustawę walutową ustanawiającą franka szwajcarskiego jako walutę narodową.
- 1856 – Henry Sewell został pierwszym premierem Nowej Zelandii.
- 1862 – Wojna secesyjna: nierozstrzygnięta bitwa pod Eltham’s Landing.
- 1864 – Wojna secesyjna: rozpoczęła się bitwa pod Rocky Face Ridge.
- 1866 – Student Ferdinand Cohen-Blind usiłował w Berlinie dokonać zamachu na premiera Prus Ottona von Bismarcka.
- 1867 – Alfred Nobel otrzymał brytyjski patent na wynaleziony w poprzednim roku dynamit.
- 1876 – W Macedonii wybuchło antytureckie powstanie razłowieckie.
- 1877 – Wojna o Black Hills: zwycięstwo wojsk amerykańskich nad Dakotami w bitwie pod Lame Deer.
- 1895:
  - Ukazała się powieść science fiction Wehikuł czasu Herberta George’a Wellsa.
  - Uruchomiono komunikację tramwajową w indyjskim Madrasie (obecnie Ćennaj).
  - W Sankt Petersburgu Aleksandr Popow zademonstrował Rosyjskiemu Towarzystwu Fizyko-Chemicznemu działanie radia własnej konstrukcji.
- 1902:
  - Włoski astronom Luigi Carnera odkrył planetoidę (485) Genua.
  - W wyniku wybuchu wulkanu Soufrière na karaibskiej wyspie Saint Vincent zginęło 1680 osób.
- 1904 – Amerykański astronom Raymond Smith Dugan odkrył planetoidę (535) Montague.
- 1909 – Papież Pius X powołał Papieski Instytut Biblijny.
- 1910 – Zwodowano amerykański węglowiec USS „Cyclops”, który po 4 marca 1918 roku zaginął w obrębie Trójkąta Bermudzkiego wraz z 306 członkami załogi i pasażerami, co stanowi największą niebojową stratę w ludziach w historii US Navy.
- 1915:
  - I wojna światowa: niemiecki okręt podwodny U-20 zatopił na Atlantyku brytyjski statek pasażerski „Lusitania”. Zginęło 1198 osób, ocalały 764.
  - Rząd Japonii wystosował drugie ultimatum ze zrewidowanymi żądaniami wobec Republiki Chińskiej, po odrzuceniu poprzedniego z dnia 18 stycznia tego roku.
- 1918 – Rumunia i państwa centralne podpisały w Bukareszcie traktat pokojowy kończący udział Rumunii w wojnie po stronie ententy.
- 1920:
  - Rosja Radziecka uznała niepodległość Gruzji.
  - Wojna polsko-bolszewicka: wojska polskie i ukraińskie zdobyły Kijów.
- 1921 – W trwających od 1 maja zamieszkach w mieście Jafa w Brytyjskim Mandacie Palestyny zginęło 47 Żydów i 48 Arabów, a rannych zostało 163 Żydów i 73 Arabów.
- 1926 – Arturs Alberings został premierem Łotwy.
- 1934:
  - 87 górników zginęło w wyniku pożaru w kopalni potażu w niemieckim Müllheim im Markgräflerland.
  - Na rosyjskim dalekim wschodzie utworzono Żydowski Obwód Autonomiczny.
  - U wybrzeży filipińskiej wyspy Palawan została wyłowiona największa znana perła (6,37 kg i 23,8 cm), nazwana przez znalazcę-muzułmanina „Perłą Allaha”.
- 1937 – Premiera amerykańskiego filmu muzycznego Zatańczymy? w reżyserii Marka Sandricha.
- 1940:
  - Marszałek Siemion Timoszenko został ludowym komisarzem obrony ZSRR, zastępując marszałka Klimienta Woroszyłowa.
  - Samodzielna Brygada Strzelców Podhalańskich pod dowództwem gen. Zygmunta Bohusza-Szyszki wylądowała w norweskim porcie Harstad.
  - Zawarto konkordat między Portugalią a Stolicą Apostolską.
- 1942:
  - Rozgłośnia Głos Ameryki rozpoczęła nadawanie w języku polskim.
  - Wojna na Pacyfiku: podczas bitwy na Morzu Koralowym amerykańskie samoloty zatopiły japoński lotniskowiec „Shōhō”.
- 1943 – II wojna światowa w Afryce: wojska brytyjskie wyzwoliły Tunis.
- 1944 – Założono meksykański klub piłkarski Puebla F.C.

- 1945:

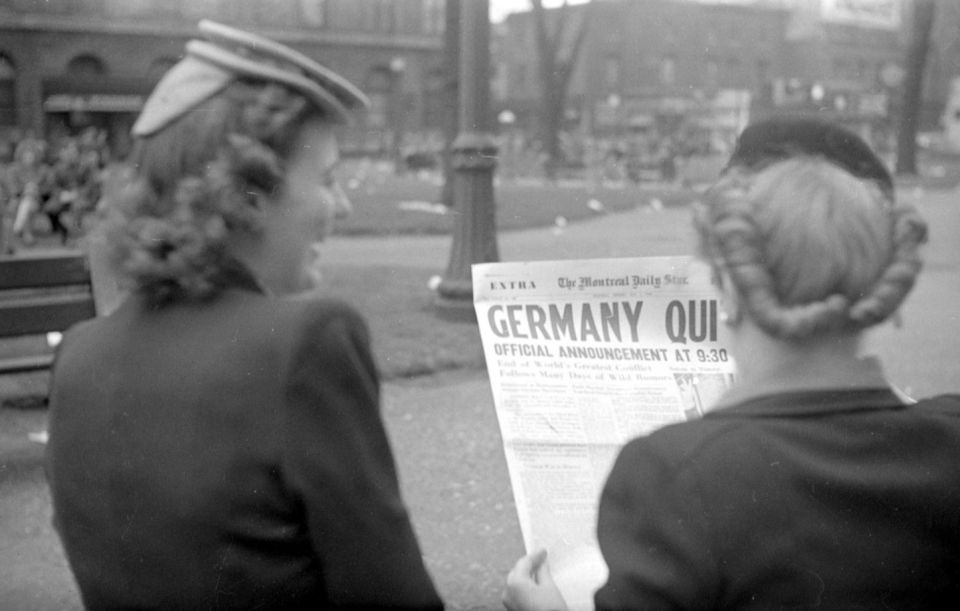
Montreal Daily Star: „Germany Quit”, 7 maja 1945

  - We francuskim Reims Alfred Jodl i Hans-Georg von Friedeburg podpisali bezwarunkową niemiecką kapitulację. Na żądanie ZSRR ceremonię powtórzono dzień później (9 maja według czasu moskiewskiego).
  - Żołnierze Kriegsmarine otworzyli ogień do holenderskich cywilów świętujących na placu Dam przed pałacem królewskim w Amsterdamie zakończenie wojny, w wyniku czego zginęło 20-30 osób, a ponad 100 zostało rannych.
- 1946 – Masaru Ibuka i Akio Morita założyli spółkę, znaną dziś jako koncern Sony.
- 1948 – Rozpoczął się kongres haski.
- 1950 – Antoni Maria Claret został kanonizowany przez papieża Piusa XII.
- 1954 – I wojna indochińska: ostateczna klęska wojsk francuskich w bitwie pod Dien Bien Phu.
- 1960:
  - Leonid Breżniew został przewodniczącym Prezydium Rady Najwyższej ZSRR.
  - Reprezentant ZSRR Michaił Tal pokonał w rozegranym w Moskwie meczu o szachowe mistrzostwo świata swego rodaka i obrońcę tytułu Michaiła Botwinnika.
- 1964 – 44 osoby zginęły w katastrofie samolotu Fokker F27 w San Ramon w Kalifornii.
- 1966 – W Irlandii rozpoczął się strajk banków.
- 1967 – Podczas wyścigu Formuły 1 o Grand Prix Monako włoski kierowca Lorenzo Bandini doznał rozległych oparzeń po wypadku swojego bolidu. Zmarł trzy dni później w szpitalu.
- 1977 – Francuska piosenka L’oiseau et l’enfant w wykonaniu Marie Myriam wygrała 22. Konkurs Piosenki Eurowizji w Londynie.
- 1982 – Wojna o Falklandy: rozpoczęły się negocjacje pokojowe ONZ.
- 1984 – Dokonano oblotu szwajcarskiego samolotu szkolno-treningowego Pilatus PC-9.
- 1990 – Ivars Godmanis został premierem Łotwy.
- 1992 – Wahadłowiec Endeavour rozpoczął swoją pierwszą misję STS-49.
- 1993 – Ranil Wickremesinghe został premierem Sri Lanki.
- 1995 – Jacques Chirac wygrał wybory prezydenckie we Francji, pokonując w II turze Lionela Jospina.
- 1996 – Węgry zostały członkiem Organizacji Współpracy Gospodarczej i Rozwoju (OECD).
- 1997 – Przedsiębiorstwo Intel zaprezentowało oficjalnie mikroprocesor Pentium II.
- 1999:
  - 3 osoby zginęły w chińskiej ambasadzie w Belgradzie, omyłkowo zbombardowanej przez samoloty NATO.
  - Jan Paweł II rozpoczął trzydniową wizytę w Rumunii, pierwszą w historii w kraju prawosławnym.
  - W centrum Mińska w nieznanych okolicznościach zaginął generał Juryj Zacharanka.
  - W wyniku puczu wojskowego został obalony prezydent Gwinei-Bissau João Bernardo Vieira.
- 2000 – Władimir Putin został zaprzysiężony na urząd prezydenta Rosji.
- 2001:
  - Kubański przywódca Fidel Castro przybył z pierwszą wizytą do Iranu.
  - Ronnie Biggs, jeden ze sprawców „napadu stulecia” z 1963 roku, powrócił dobrowolnie z Brazylii do Wielkiej Brytanii, gdzie został natychmiast osadzony w więzieniu.
- 2002:
  - Chiński samolot MD-82 rozbił się w zatoce koło miasta Dalian, w wyniku czego zginęło 112 osób.
  - Egipski Boeing 767 rozbił się podczas pochodzenia do lądowania w Tunisie, w wyniku czego zginęło 15 spośród 64 osób na pokładzie.
- 2004:
  - 22 osoby zginęły, a ponad 100 zostało rannych w zamachu bombowym na szyicki meczet w pakistańskim Karaczi.
  - Korespondent wojenny TVP Waldemar Milewicz i montażysta pochodzenia algierskiego Mounir Bouamrane zginęli, a operator Jerzy Ernst został ranny w wyniku ostrzelania ich samochodu z broni maszynowej przez rebeliantów w irackim mieście Al-Latifijja.
- 2005 – Papież Benedykt XVI odbył ingres do bazyliki laterańskiej.
- 2007 – Poinformowano o odkryciu grobu Heroda Wielkiego.
- 2008:
  - Brian Cowen został premierem Irlandii.
  - Dmitrij Miedwiediew został zaprzysiężony na urząd prezydenta Rosji.
  - W Libanie wybuchły krwawe starcia między siłami rządowymi a Hezbollahem po uznaniu przez władze za nielegalną jego prywatnej sieci telefonicznej.
- 2009 – Europejska Polityka Sąsiedztwa: podczas praskiego szczytu szefów państw i rządów UE oraz państw objętych programem oficjalnie zainicjowano Partnerstwo Wschodnie.
- 2011 – W katastrofie lotu Merpati Nusantara Airlines 8968 w indonezyjskiej prowincji Papua Zachodnia zginęło 27 osób.
- 2012:
  - Victor Ponta został premierem Rumunii.
  - Władimir Putin został zaprzysiężony na urząd prezydenta Rosji (III kadencja).
  - W Syrii odbyły się zbojkotowane przez opozycję wybory parlamentarne.
- 2013 – W Sztokholmie otwarto Muzeum ABBY.
- 2014 – Premier Tajlandii Yingluck Shinawatra została usunięta ze stanowiska przez Sąd Konstytucyjny, a jej obowiązki przejął tymczasowo Niwatthamrong Boonsongpaisan.
- 2015 – Partia Konserwatywna premiera Davida Camerona wygrała wybory parlamentarne w Wielkiej Brytanii.
- 2017 – W drugiej turze wyborów prezydenckich we Francji Emmanuel Macron pokonał Marine Le Pen.
- 2018 – W Japonii Partia Demokratyczna połączyła się z Partią Nadziei tworząc Ludową Partię Demokratyczną.
- 2020 – Mustafa al-Kazimi został premierem Iraku.
- 2022 – Inwazja Rosji na Ukrainę: w wyniku zbombardowania przez Rosjan szkoły w Biłohoriwce w obwodzie ługańskim zginęło ok. 60 spośród ok. 90 ukrywających się tam osób.
- 2025:
  - Rozpoczęło się konklawe zwołane po śmierci papieża Franciszka[4].
  - W wyniku eskalacji konfliktu między Indiami i Pakistanem, po ataku koło Pahalgamu, doszło do wzajemnego ostrzału[5].

## Urodzili się
- 1328 – Ludwik VI Rzymianin, książę Górnej Bawarii, margrabia i pierwszy elektor Brandeburgii (jako Ludwik II) (zm. 1365)
- 1530 – Ludwik I Burbon-Condé, francuski książę, generał hugenocki (zm. 1569)
- 1586 – Franciszek IV Gonzaga, książę Mantui i Montferratu (zm. 1612)
- 1605 – Nikon, rosyjski duchowny prawosławny, patriarcha moskiewski i całej Rusi (zm. 1681)
- 1642 – Giovan Battista Contini, włoski architekt (zm. 1723)
- 1643 – Stephanus Van Cortlandt, amerykański polityk (zm. 1700)
- 1651 – Giuseppe Archinto, włoski duchowny katolicki, arcybiskup Mediolanu, kardynał (zm. 1712)
- 1676 – Pietro Giannone, włoski prawnik, historyk, filozof (zm. 1748)
- 1684 – Maria Ludwika od Jezusa, francuska zakonnica, błogosławiona (zm. 1759)
- 1688 – Joseph Esterházy, węgierski arystokrata (zm. 1721)
- 1700 – Gerard van Swieten, holenderski lekarz (zm. 1772)
- 1704 – Carl Heinrich Graun, niemiecki kompozytor (zm. 1759)
- 1711 – David Hume, szkocki filozof, pisarz, historyk (zm. 1776)
- 1721 – Johann Ludwig Strecker, niemiecki malarz (zm. 1799)
- 1737 – Osip Igelström, rosyjski hrabia, dyplomata pochodzenia szwedzkiego (zm. 1817)
- 1745 – Carl Stamitz, niemiecki kompozytor (zm. 1801)
- 1748 – Olimpia de Gouges, francuska dramatopisarka, abolicjonistka, feministka (zm. 1793)
- 1751 – Girolamo Lucchesini, pruski dyplomata pochodzenia włoskiego (zm. 1825)
- 1754 – Joseph Joubert, francuski filozof, aforysta (zm. 1824)
- 1763 – Józef Poniatowski, polski książę, generał dywizji, minister wojny i Wódz Naczelny Wojsk Polskich Księstwa Warszawskiego, marszałek Francji (zm. 1813)
- 1764 – Therese Huber, niemiecka pisarka (zm. 1829)
- 1767 – Fryderyka Charlotta von Hohenzollern, księżniczka pruska, księżna Yorku i Albany (zm. 1820)
- 1769 – Giuseppe Farinelli, włoski kompozytor (zm. 1836)
- 1774 – William Bainbridge, amerykański oficer marynarki wojennej (zm. 1833)
- 1776 – Dániel Berzsenyi, węgierski poeta (zm. 1836)
- 1777 – Hen Pearce, brytyjski bokser (zm. 1809)
- 1779 – Stanisław Bukowski, polski polityk, burmistrz Bydgoszczy (zm. 1812)
- 1788 – Karol Turno, polski generał brygady, uczestnik powstania listopadowego (zm. 1860)
- 1798 – Emil Wilhelm Krummacher, niemiecki teolog kalwiński i pisarz (zm. 1886)
- 1801 – Friedrich Gottlieb Reinhold, niemiecki kupiec, armator, spedytor, urzędnik konsularny (zm. 1878)
- 1802 – Rudolf Sutermeister, szwajcarski filozof (zm. 1868)
- 1812 – Robert Browning, brytyjski poeta, dramaturg (zm. 1889)
- 1819 – Otto Wilhelm von Struve, rosyjski astronom pochodzenia niemieckiego (zm. 1905)
- 1826 – Varina Davis, amerykańska pisarka, dziennikarka, pierwsza dama Skonfederowanych Stanów Ameryki (zm. 1906)
- 1828 – Effie Gray, szkocka modelka (zm. 1897)
- 1829 – Alexander Walker Ogilvie, kanadyjski wojskowy, przedsiębiorca, polityk, filantrop (zm. 1902)
- 1832 – Carl Gottfried Neumann, niemiecki matematyk, wykładowca akademicki (zm. 1925)
- 1833 – Johannes Brahms, niemiecki kompozytor, pianista, dyrygent (zm. 1897)
- 1836 – Stanisław Koźmian, polski polityk konserwatywny, reżyser i krytyk teatralny, publicysta, historyk (zm. 1922)
- 1840:
  - Piotr Czajkowski, rosyjski kompozytor (zm. 1893)
  - Marko Kropywnycki, ukraiński aktor, dramaturg, reżyser teatralny, kompozytor (zm. 1910)
- 1841 – Gustave Le Bon, francuski lekarz, antropolog, socjolog (zm. 1931)
- 1847 – Archibald Primrose, brytyjski arystokrata, polityk, premier Wielkiej Brytanii (zm. 1929)
- 1848 – William J. Stone amerykański polityk, senator (zm. 1918)
- 1850 – Anton Seidl, austro-węgierski dyrygent (zm. 1898)
- 1851 – Adolf Harnack, niemiecki teolog luterański (zm. 1930)
- 1853:
  - Johan Richard Danielson-Kalmari, fiński historyk, wykładowca akademicki, polityk (zm. 1933)
  - Jerzy Harwot, polski pedagog (zm. 1917)
- 1855 – Oskar von Miller, niemiecki inżynier (zm. 1934)
- 1857 – Stanisław Barabasz, polski malarz, architekt, pedagog, nestor polskiego narciarstwa (zm. 1949)
- 1861:
  - Carleton Rea, brytyjski botanik, mykolog (zm. 1946)
  - Rabindranath Tagore, indyjski prozaik, poeta, filozof, kompozytor, malarz, pedagog, laureat Nagrody Nobla pochodzenia bengalskiego (zm. 1941)
- 1862:
  - Siegfried Kalischer, niemiecki neurolog, poeta (zm. 1954)
  - Josef Kupka, czeski duchowny katolicki, biskup brneński (zm. 1941)
- 1867:
  - George Perkins Clinton, amerykański botanik, mykolog, fitopatolog, wykładowca akademicki (zm. 1937)
  - Władysław Reymont, polski prozaik, nowelista, laureat Nagrody Nobla (zm. 1925)
- 1868 – Stanisław Przybyszewski, polski prozaik, poeta, dramaturg (zm. 1927)
- 1870:
  - Marcus Loew, amerykański magnat finansowy, pionier przemysłu filmowego (zm. 1927)
  - Colin McLeod Robertson, brytyjski żeglarz sportowy (zm. 1951)
- 1871 – Gyula Károlyi, węgierski polityk, premier Węgier (zm. 1947)
- 1872 – Peder Østlund, norweski łyżwiarz szybki pochodzenia szwedzkiego (zm. 1939)
- 1873 – Tatsukichi Minobe, japoński prawnik, polityk (zm. 1948)
- 1874:
  - Ilmari Kianto, fiński pisarz (zm. 1970)
  - Miķelis Valters, łotewski prawnik, polityk, dyplomata, pisarz, publicysta, wydawca (zm. 1968)
- 1875:
  - Welles Hoyt, amerykański lekkoatleta, tyczkarz (zm. 1954)
  - Stanisław Zieliński, polski prawnik, adwokat, polityk, poseł na Sejm RP (zm. 1954)
- 1876:
  - Paul Rivet, francuski etnolog, muzealnik (zm. 1958)
  - Lucjan Zawistowski, polski prawnik, polityk, wojewoda tarnopolski (zm. 1947)
- 1877:
  - Arthur Isaac Kendall, amerykański mikrobiolog (zm. 1959)
  - Stanisława Wysocka, polska aktorka, reżyserka teatralna (zm. 1941)
- 1878:
  - Edward Mycielski-Trojanowski, polski ziemianin, działacz społeczny i gospodarczy, podróżnik (zm. 1954)
  - Thomas E. Penard, amerykański inżynier elektryk, ornitolog (zm. 1936)
  - Eugeniusz Śmiarowski, polski prawnik, polityk, poseł na Sejm RP (zm. 1932)
- 1879 – Ben Warren, angielski piłkarz (zm. 1917)
- 1881:
  - Walter Rogowski, niemiecki inżynier, konstruktor, wynalazca pochodzenia polskiego (zm. 1947)
  - Władysław Trzaska, polski księgarz, wydawca (zm. 1964)
  - George Wiley, amerykański kolarz torowy (zm. 1954)
- 1882 – Willem Elsschot, flamandzki prozaik, poeta (zm. 1960)
- 1883:
  - Jan Hirschler, polski biolog, profesor zoologii i anatomii porównawczej (zm. 1951)
  - Aron Katyk, karaimski pisarz, artysta, działacz społeczny (zm. 1942)
  - Joe Shaw, angielski piłkarz, trener (zm. 1963)
- 1885 – Gabby Hayes, amerykański aktor (zm. 1969)
- 1886 – Stanisława Kawińska, polska aktorka (zm. 1960)
- 1887:
  - Benjamin Glazer, irlandzko-amerykański reżyser, scenarzysta i producent filmowy pochodzenia żydowskiego (zm. 1956)
  - Sándor Prokopp, węgierski strzelec sportowy (zm. 1964)
- 1888 – Sidney Haughton, brytyjski paleontolog, geolog (zm. 1982)
- 1889:
  - Otto Lowenstein, niemiecko-amerykański neurolog, psychiatra pochodzenia żydowskiego (zm. 1965)
  - Finn Schiander, norweski żeglarz sportowy (zm. 1967)
- 1890:
  - Huug de Groot, holenderski piłkarz (zm. 1957)
  - Stanisław Wachowiak, polski ekonomista, działacz gospodarczy, polityk, poseł na Sejm RP, wojewoda pomorski (zm. 1972)
- 1891 – Tadeusz Kirchner, polski wszechstronny lekkoatleta, kapitan saperów (zm. 1940)
- 1892:
  - Archibald MacLeish, amerykański poeta, dramaturg (zm. 1982)
  - Ivan Šubašić, chorwacki i jugosłowiański polityk, premier emigracyjnego rządu Jugosławii, ostatni ban Chorwacji (zm. 1955)
  - Josip Broz Tito, jugosłowiański wojskowy, polityk, premier i prezydent Jugosławii (zm. 1980)
- 1893:
  - Stanisław Józef Kozicki, polski generał brygady (zm. 1948)
  - Karl Schlegel, niemiecki pilot wojskowy, as myśliwski (zm. 1918)
- 1894 – Francis Brennan, amerykański kardynał (zm. 1968)
- 1895:
  - Adolphe Goemaere, belgijski hokeista na trawie (zm. 1970)
  - Aimé Félix Tschiffely, szwajcarski pisarz, podróżnik (zm. 1954)
- 1896 – Kathleen McKane Godfree, brytyjska tenisistka (zm. 1992)
- 1897 – Władysław Danecki, polski działacz komunistyczny, polityk, poseł na Sejm RP (zm. 1938)
- 1898 – Estelle Clark, amerykańska aktorka pochodzenia polskiego (zm. 1982)
- 1899:
  - Bruno Kalniņš, łotewski polityk, działacz emigracyjny (zm. 1990)
  - Stanisław Prószyński, polski dziennikarz, działacz oświatowy i społeczny, instruktor harcerski (zm. 1970)
- 1900:
  - Tola Mankiewiczówna, polska aktorka, piosenkarka, śpiewaczka operowa (sopran liryczny) (zm. 1985)
  - Eugeniusz Podgórzec, polski inżynier górnik, prawnik, działacz socjalistyczny (zm. 1968)
- 1901:
  - Gary Cooper, amerykański aktor pochodzenia brytyjskiego (zm. 1961)
  - Rajna Kacarowa-Kukudowa, bułgarska etnomuzykolog (zm. 1984)
  - Gieorgij Ogorodnikow, radziecki polityk (zm. 1970)
  - Marcel Poot, belgijski kompozytor (zm. 1988)
- 1902:
  - Jean-Philippe Lauer, francuski egiptolog, archeolog, architekt (zm. 2001)
  - Julian Zawadowski, polski ginekolog-położnik (zm. 1980)
- 1903:
  - James Ball, kanadyjski lekkoatleta, sprinter (zm. 1988)
  - Nikołaj Zabołocki, rosyjski poeta, autor książek dla dzieci (zm. 1958)
- 1904:
  - Ludwik Sieppel, polski stomatolog (zm. 1981)
  - Kurt Weitzmann, niemiecko-amerykański historyk sztuki, bizantynolog (zm. 1993)
- 1905 – Pedro Solé, hiszpański piłkarz, trener (zm. 1982)
- 1906:
  - Stefan Drewicz, polski aktor, reżyser teatralny, kierownik artystyczny, autor sztuk dla dzieci (zm. 1976)
  - Irving Reis, amerykański reżyser i scenarzysta filmowy (zm. 1953)
  - Maryna Zagórska, polska tłumaczka (zm. 1996)
- 1907:
  - Stanisław Beniger, polski inżynier, polityk, poseł na Sejm Ustawodawczy (zm. 1975)
  - Zofia Siemaszko, polska malarka, rzeźbiarka (zm. 2009)
  - Władimir Suchodolski, radziecki generał major, funkcjonariusz służb specjalnych (zm. 1966)
- 1908:
  - Jean-Pierre Frisch, luksemburski piłkarz (zm. 1995)
  - Max Grundig, niemiecki przemysłowiec (zm. 1989)
  - Leon Sternbach, amerykański chemik pochodzenia żydowskiego (zm. 2005)
- 1909 – Erich Metze, niemiecki kolarz szosowy i torowy (zm. 1952)
- 1910:
  - Otto Andersson, szwedzki piłkarz (zm. 1977)
  - Alfred Pokultinis, polski kolejarz, kapitan, oficer AK, cichociemny (zm. 1981)
- 1911 – Ishirō Honda, japoński aktor, reżyser i scenarzysta filmowy (zm. 1993)
- 1912:
  - Edward Sobeski, polski rotmistrz, żołnierz AK, uczestnik powstania warszawskiego (zm. 1944)
  - Uszer Zibes, polski rabin (zm. 1992)
- 1913:
  - Leoncjusz (Bondar), rosyjski biskup prawosławny (zm. 1999)
  - Sigurd Sollid, norweski skoczek narciarski (zm. 1988)
- 1914:
  - Undis Blikken, norweska łyżwiarka szybka (zm. 1992)
  - Andreas Kupfer, niemiecki piłkarz (zm. 2001)
  - Sebastian (Pyłypczuk), ukraiński biskup prawosławny (zm. 1992)
- 1915:
  - Harry Kinnard, amerykański generał (zm. 2009)
  - Nemesio Lazzari, włoski bokser (zm. 1980)
  - Ksienija Tripolitowa, rosyjska emigracyjna tancerka baletowa i pedagog (zm. 2020)
- 1916 – Bożena Modelska-Strzelecka, polska geograf, historyk geografii (zm. 1974)
- 1917 – Domenico Bartolucci, włoski kardynał, muzyk (zm. 2013)
- 1918 – Henryk Alszer, polski piłkarz (zm. 1959)
- 1919:
  - Eva Perón, argentyńska aktorka, działaczka społeczna, pierwsza dama (zm. 1952)
  - Boris Słucki, rosyjski poeta (zm. 1986)
- 1920:
  - Zygmunt Adamski, polski reżyser, scenarzysta i operator filmów dokumentalnych (zm. 2013)
  - Stanisława Drzewiecka, polska kapitan, pamiętnikarka (zm. 2000)
  - Georgette Thiollière, francuska narciarka alpejska (zm. 2010)
- 1921:
  - Rudolf Kiełbowicz, polski rolnik, polityk, poseł na Sejm PRL (zm. 1995)
  - Gaston Rébuffat, francuski alpinista (zm. 1985)
- 1922:
  - Bolesław Rakowski, polski kapitan żeglugi wielkiej, polityk, poseł na Sejm PRL (zm. 1997)
  - Siemion Romanow, radziecki generał pułkownik (zm. 1984)
  - Ingvar Rydell, szwedzki piłkarz (zm. 2013)
- 1923:
  - Anne Baxter, amerykańska aktorka (zm. 1985)
  - Jan Danek, polski pieśniarz (zm. 1997)
  - Stanisław Gratkowski, polski malarz, grafik, karykaturzysta (zm. 1988)
  - Daniel Kucera, amerykański duchowny katolicki, benedyktyn, arcybiskup metropolita Dubuque (zm. 2017)
  - Stasys Lazutka, litewski historyk (zm. 2009)
  - Jim Lowe, amerykański piosenkarz (zm. 2016)
  - Włodzimierz Skoczylas, polski aktor (zm. 1993)
  - Bülent Ulusu, turecki wojskowy, polityk, premier Turcji (zm. 2015)
- 1924:
  - Marjorie Boulton, brytyjska pisarka, poetka, literaturoznawczyni (zm. 2017)
  - Arno Lustiger, niemiecki historyk, pisarz pochodzenia żydowskiego (zm. 2012)
- 1925:
  - Gene Gutowski, polsko-amerykański producent filmowy pochodzenia żydowskiego (zm. 2016)
  - Stanisław Kutryb, polski żołnierz podziemia antykomunistycznego (zm. 1949)
  - Wolf Schneider, niemiecki dziennikarz, publicysta (zm. 2022)
- 1926:
  - Jan Maruszewski, polski żołnierz, uczestnik powstania warszawskiego (zm. 2020)
  - Stanisław Wasil, polski pilot doświadczalny, pilot szybowcowy, samolotowy i śmigłowcowy (zm. 2009)
- 1927:
  - Ruth Prawer Jhabvala, brytyjsko-amerykańska scenarzystka filmowa, pisarka pochodzenia żydowskiego (zm. 2013)
  - Giennadij Kołbin, radziecki i kazachski polityk (zm. 1998)
  - Bolesław Taborski, polski poeta, teatrolog, krytyk literacki, tłumacz (zm. 2010)
- 1928:
  - Serge Blusson, francuski kolarz torowy i szosowy (zm. 1994)
  - Ryszard Milczarek, polski generał brygady (zm. 2013)
  - Jerzy Plebański, polski fizyk (zm. 2005)
  - Joseph Ti-kang, tajwański duchowny katolicki, arcybiskup Tajpej (zm. 2022)
- 1929:
  - Osvaldo Dragún, argentyński dramaturg (zm. 1999)
  - Jewgienij Kozłowskij, rosyjski geolog, polityk (zm. 2022)
- 1930:
  - Horst Bienek, niemiecki pisarz, tłumacz, reżyser filmowy (zm. 1990)
  - Jerzy Bronisławski, polski pułkownik kontrwywiadu, prawnik, pisarz
  - Jerzy Haber, polski fizykochemik (zm. 2010)
  - Anatolij Łukjanow, rosyjski polityk, przewodniczący Rady Najwyższej ZSRR (zm. 2019)
- 1931:
  - Teresa Brewer, amerykańska aktorka, wokalistka (zm. 2007)
  - Aldo Gerna, włoski duchowny katolicki, biskup São Mateus w Brazylii
  - Bartosz Janiszewski, polski dziennikarz, publicysta (zm. 1981)
  - Lech Tyszkiewicz, polski historyk, mediewista, nauczyciel akademicki (zm. 2017)
  - Ingvar Wixell, szwedzki śpiewak operowy (baryton), aktor (zm. 2011)
  - Gene Wolfe, amerykański pisarz science fiction i fantasy (zm. 2019)
- 1932:
  - Alina Barszczewska-Krupa, polska historyk, wykładowczyni akademicka (zm. 2001)
  - Philippe Contamine, francuski historyk, mediewista, wykładowca akademicki (zm. 2022)
  - Pete Domenici, amerykański polityk, senator pochodzenia włoskiego (zm. 2017)
  - Krystyna Tomaszyk, polsko-nowozelandzka pisarka, działaczka społeczna, urzędniczka (zm. 2020)
- 1933:
  - Hekuran Isai, albański polityk komunistyczny (zm. 2008)
  - Władysław Kot, polski filozof, wykładowca akademicki
  - Nexhmije Pagarusha, albańska piosenkarka, aktorka (zm. 2020)
- 1934:
  - Jan Banucha, polski scenograf, kostiumograf (zm. 2008)
  - Miguel Irizar Campos, hiszpański duchowny katolicki, pasjonista, biskup Callao (zm. 2018)
  - Günter Topmann, niemiecki policjant, samorządowiec, burmistrz Alteny, polityk, eurodeputowany (zm. 2024)
- 1935:
  - Joanne Goulet, kanadyjska golfistka (zm. 2014)
  - Gérard Lefranc, francuski szpadzista (zm. 2025)
  - Enzo Magnanini, włoski piłkarz, bramkarz (zm. 1968)
- 1936:
  - Wołodymyr Łukaszew, ukraiński śpiewak operowy, reżyser, działacz teatralny
  - Stanisław Stefanek, polski duchowny katolicki, biskup łomżyński (zm. 2020)
  - Siegfried Wustrow, niemiecki kolarz torowy i szosowy
- 1937:
  - Eugeniusz Korczarowski, polski aktor (zm. 2024)
  - Siarhiej Linh, białoruski agronom, polityk, premier Białorusi
- 1938:
  - Bogumił Antczak, polski aktor, lektor
  - John Caldwell, irlandzki bokser (zm. 2009)
  - Pepita Ferrer Lucas, hiszpańska szachistka (zm. 1993)
  - Ivan Rassimov, włoski aktor pochodzenia chorwackiego (zm. 2003)
  - Lester Thurow, amerykański ekonomista (zm. 2016)
- 1939:
  - José Antonio Abreu, wenezuelski ekonomista, dyrygent, pianista, polityk (zm. 2018)
  - Sidney Altman, kanadyjsko-amerykański biolog molekularny, laureat Nagrody Nobla pochodzenia żydowskiego (zm. 2022)
  - Ruud Lubbers, holenderski ekonomista, polityk, premier Holandii (zm. 2018)
  - Marco St. John, amerykański aktor
  - Ronei Paulo Travi, brazylijski piłkarz, bramkarz
- 1940:
  - Steven Blaisse, holenderski wioślarz (zm. 2001)
  - Angela Carter, brytyjska pisarka, dziennikarka (zm. 1992)
  - Marek Gołąb, polski sztangista (zm. 2017)
  - John Irvin, brytyjski reżyser filmowy i telewizyjny
  - Aleksandra Kurczab-Pomianowska, polska aktorka, reżyserka teatralna, tłumaczka
  - Edi Luarasi, albańska piosenkarka, aktorka (zm. 2021)
- 1941:
  - Jerzy Bożyk, polski pianista i wokalista jazzowy (zm. 2019)
  - Bill Warner, amerykański pisarz
  - Andrzej Zarycki, polski kompozytor
- 1942:
  - Horst Frank, niemiecki ogrodnik, ofiara muru berlińskiego (zm. 1962)
  - Bob Weiss, amerykański koszykarz, trener
  - Pieter Winsemius, holenderski fizyk, pedagog, polityk
- 1943:
  - Peter Carey, australijski pisarz
  - Teun van Dijk, holenderski językoznawca
  - Tadeusz Mysłowski, polski malarz, grafik, fotograf
  - Orlando Ramírez, chilijski piłkarz (zm. 2018)
  - Jerzy Skrobot, polski dziennikarz, publicysta
- 1944:
  - Ole Bjørnmose, duński piłkarz (zm. 2006)
  - Paul Desfarges, francuski duchowny katolicki, biskup Konstantyny w Algierii
- 1945:
  - Enrique Lora, hiszpański piłkarz
  - Christy Moore, irlandzki gitarzysta i wokalista folkowy, założyciel zespołu Planxty
  - Antoinette Sassou Nguesso, kongijska pierwsza dama
- 1946:
  - Władimir Bortko, rosyjski reżyser, scenarzysta i producent filmowy
  - Marián Čalfa, słowacki prawnik, polityk, premier Czechosłowacji
  - Ana Miranda de Lage, hiszpańska polityk, eurodeputowana
  - Heiner Monheim, niemiecki geograf
  - Jerry Nolan, amerykański perkusista, członek zespołów: New York Dolls, The Heartbreakers i The Idols (zm. 1992)
- 1947:
  - Antonino Cassarà, włoski komisarz policji (zm. 1985)
  - Adriana Cavarero, włoska filozof, wykładowczyni akademicka
  - Antonio de la Cruz, hiszpański piłkarz, trener
  - Gary Herbert, amerykański polityk, gubernator stanu Utah
  - Ryszard Rembiszewski, polski aktor, prezenter radiowy i telewizyjny, lektor, konferansjer
  - Takeshi Sasaki, japoński aktor
  - Andrzej Wojaczek, polski aktor (zm. 2000)
- 1948:
  - Susan Atkins, amerykańska morderczyni (zm. 2009)
  - Megdijn Chojlogdordż, mongolski zapaśnik
  - Elsa Fornero, włoska ekonomistka, polityk
  - Lluís Llach, kataloński pieśniarz
- 1949:
  - Marie-George Buffet, francuska polityk
  - Marilyn Burns, amerykańska aktorka (zm. 2014)
  - Stanisław Czajczyński, polski przedsiębiorca, polityk, poseł na Sejm RP (zm. 2024)
  - Jerzy Dziadkowiec, polski kajakarz, trener
  - Vlastimil Moravec, czeski kolarz szosowy (zm. 1986)
  - Michael Peter, niemiecki hokeista na trawie (zm. 1997)
- 1950:
  - Randall Cobb, amerykański bokser, kick-boxer, aktor
  - Tord Filipsson, szwedzki kolarz szosowy
  - Władko Panajotow, bułgarski naukowiec, polityk, eurodeputowany
- 1951:
  - Magomiedchan Aracyłow, rosyjski zapaśnik
  - Scott Baird, amerykański curler, trener
  - Ireneusz Dudek, polski wokalista, instrumentalista, kompozytor, autor tekstów
  - Janina Fialkowska, kanadyjska pianistka pochodzenia polskiego
  - Halina Kaluta-Krężel, polska koszykarka
  - Bernie Marsden, brytyjski gitarzysta, wokalista, kompozytor, członek zespołu Whitesnake (zm. 2023)
  - Burchell McPherson, jamajski duchowny katolicki, biskup Montego Bay
  - Meszullam Nahari, izraelski polityk
  - Richard Pinhas, francuski awangardowy muzyk rockowy
  - Robert Vasa, amerykański duchowny katolicki, biskup Santa Rosa w Kalifornii pochodzenia czeskiego
  - Harry Williams, australijski piłkarz
- 1952:
  - Simion Cuțov, rumuński bokser (zm. 1993)
  - Barbara Domaradzka, polska operator dźwięku (zm. 2022)
  - Blaine Luetkemeyer, amerykański polityk, kongresmen
- 1953:
  - Waldemar Kita, polski przedsiębiorca, działacz piłkarski
  - Kamil Korucu, turecki judoka
  - Jan Okoński, polski samorządowiec, polityk, poseł na Sejm RP
  - Andrzej Rutkowski, polski zootechnik, wykładowca akademicki (zm. 2020)
- 1954:
  - Amy Heckerling, amerykańska reżyserka, scenarzystka i producentka filmowa
  - César Efrain Gutiérrez, honduraski piłkarz
  - Candice Miller, amerykańska polityk
- 1955:
  - Jan Andersson, szwedzki żużlowiec
  - Florența Crăciunescu, rumuńska lekkoatletka, dyskobolka (zm. 2008)
  - Maja Georgiewa, bułgarska siatkarka (zm. 2023)
  - Kazimierz Gilarski, polski generał brygady (zm. 2010)
  - Marian Nowak, polski duchowny katolicki, teolog, pedagog, profesor nauk humanistycznych, nauczyciel akademicki (zm. 2025)
  - Peter Reckell, amerykański aktor, piosenkarz
  - Michał Smolorz, polski dziennikarz, publicysta, reżyser, scenarzysta i producent filmowy i telewizyjny (zm. 2013)
- 1956:
  - Jan Peter Balkenende, holenderski polityk, premier Holandii
  - Izabella Dziarska, polska aktorka
  - Nicholas Hytner, brytyjski reżyser, producent filmowy i teatralny
  - Dariusz Wolski, polski operator filmowy
  - Stanisław Żółtek, polski przedsiębiorca, polityk, eurodeputowany
- 1957:
  - Barbara d’Urso, włoska aktorka, prezenterka telewizyjna
  - Krzysztof Kucharczyk, polski strzelec sportowy
- 1958:
  - Horst Bellingrodt, kolumbijski strzelec sportowy pochodzenia niemieckiego
  - Tadeusz Dolny, polski piłkarz
  - Christine Lieberknecht, niemiecka pastor, polityk
- 1959:
  - Alphonsus Cullinan, irlandzki duchowny katolicki, biskup Waterford i Lismore
  - Gieorgij Kołnootczenko, białoruski lekkoatleta, dyskobol
- 1960:
  - Jackson Katz, amerykański działacz feministyczny i antyseksistowski
  - Eric Lobron, niemiecki szachista pochodzenia amerykańskiego
- 1961:
  - Phil Campbell, walijski gitarzysta, członek zespołu Motörhead
  - Marek Zgaiński, polski poeta, prozaik, tłumacz, autor słuchowisk, satyryk, dziennikarz
- 1962:
  - Ewa Pisiewicz, polska lekkoatletka, sprinterka
  - Ron Sherry, amerykański żeglarz lodowy
  - Leszek Trębski, polski samorządowiec, prezydent Skierniewic
- 1963:
  - Christian Ahrendt, niemiecki adwokat, polityk
  - Sergio Battistini, włoski piłkarz
  - Dariga Nazarbajewa, kazachska historyk, śpiewaczka operowa, polityk
- 1964:
  - Marek Graba, polski piłkarz
  - István Hiller, węgierski polityk
- 1965:
  - Henrik Andersen, duński piłkarz
  - Eric Eichmann, amerykański piłkarz
  - Radosław Kujawa, polski generał, wiceminister
  - Huang Zhihong, chiński lekkoatleta, kulomiot
  - Norman Whiteside, północnoirlandzki piłkarz
- 1966:
  - Jolanta Cywińska, polska pisarka, dziennikarka, terapeutka
  - Jes Høgh, duński piłkarz
  - Lorenzo Quinn, włoski rzeźbiarz, aktor pochodzenia amerykańskiego
  - Rob Reekers, holenderski piłkarz
  - Sławomir Sajkowski, polski artysta fotograf, fotoreporter
  - Andrea Tafi, włoski kolarz szosowy
- 1967:
  - Dražen Anzulović, chorwacki koszykarz, trener
  - Adam Price, duński krytyk kulinarny, scenarzysta, osobowość telewizyjna
  - Jakub Strzyczkowski, polski dziennikarz i prezenter radiowy
- 1968:
  - Artur Becker, polsko-niemiecki prozaik, eseista, tłumacz
  - Fernando García Cadiñanos, hiszpański duchowny katolicki, biskup diecezjalny Mondoñedo-Ferrol
  - Eagle-Eye Cherry, amerykańsko-szwedzki muzyk rockowy
  - Traci Lords, amerykańska aktorka
  - Florian Schwarthoff, niemiecki lekkoatleta, płotkarz
  - Markus Wasser, szwajcarski bobsleista
- 1969:
  - Aleksandar Antić, serbski ekonomista, samorządowiec, polityk
  - Marie Bäumer, niemiecka aktorka
  - Agnieszka Bielska-Brodziak, polska prawnik, radca prawny, profesor
  - Mirosław Kowalik, polski żużlowiec, trener
  - Katerina Maleewa, bułgarska tenisistka
  - Justin Melvey, australijski aktor
  - José Manuel Moreno, hiszpański kolarz torowy
  - Radosław Pazura, polski aktor
  - Raatbek Sanatbajew, kirgiski zapaśnik (zm. 2006)
- 1970 – Edwin Zoetebier, holenderski piłkarz, bramkarz
- 1971:
  - Paweł Audykowski, polski aktor
  - Krzysztof Bartnicki, polski pisarz i tłumacz
  - Steve Brimacombe, australijski lekkoatleta, sprinter
  - Rafał Marton, polski pilot rajdowy
  - Thomas Piketty, francuski ekonomista
  - Harald Christian Strand Nilsen, norweski narciarz alpejski
- 1972:
  - Peter Dubovský, słowacki piłkarz (zm. 2000)
  - Ivan Sergei, amerykański aktor
- 1973:
  - Gaël Duval, francuski informatyk
  - Paolo Savoldelli, włoski kolarz szosowy
- 1974:
  - Christoffer Boe, duński aktor, scenarzysta i reżyser filmowy
  - Lawrence Johnson, amerykański lekkoatleta, tyczkarz
  - Breckin Meyer, amerykański aktor, producent filmowy
- 1975:
  - Árni Gautur Arason, islandzki piłkarz, bramkarz
  - Sylwia Błażkiewicz, polska koszykarka
  - Natalja Karamczakowa, rosyjska zapaśniczka
  - Michael Kretschmer, niemiecki polityk, premier Saksonii
  - Big Noyd, amerykański raper
  - Roxana Maracineanu, francuska pływaczka pochodzenia rumuńskiego
  - Bartosz Minkiewicz, polski rysownik i scenarzysta komiksowy
  - Sigfús Sigurðsson, islandzki piłkarz ręczny
  - Martina Topley-Bird, brytyjska piosenkarka
  - Jason Tunks, kanadyjski lekkoatleta, dyskobol
- 1976:
  - Zoé Félix, francuska aktorka
  - Matteo Gianello, włoski piłkarz, bramkarz
  - Carrie Henn, amerykańska aktorka
  - Youssef Idilbi, holenderski aktor pochodzenia palestyńskiego (zm. 2008)
  - Michael P. Murphy, amerykański żołnierz (zm. 2005)
  - Karol Okoński, polski informatyk, urzędnik państwowy
  - Giampiero Pastore, włoski szablista
  - Alejandro Spajić, argentyński siatkarz pochodzenia chorwackiego
  - Ajjelet Szaked, izraelska polityk
- 1977:
  - Vladimir Ivić, serbski piłkarz, trener
  - Marko Milič, słoweński koszykarz
  - Łukasz Sosin, polski piłkarz
  - Roman Týce, czeski piłkarz
- 1978:
  - James Carter, amerykański lekkoatleta, płotkarz
  - Shawn Marion, amerykański koszykarz
  - Nagash, norweski instrumentalista, kompozytor
- 1979:
  - Carlos Castaño, hiszpański kolarz szosowy i torowy
  - Marcin Kocik, polski siatkarz
  - Branko Peković, serbski piłkarz wodny
  - Michael Wilks, amerykański koszykarz
- 1980:
  - Adrian Crișan, rumuński tenisista stołowy
  - Johan Kenkhuis, holenderski pływak
  - Kim Nam-soon, południowokoreańska łuczniczka
  - Maciej Zakościelny, polski aktor
- 1981:
  - Vincent Clerc, francuski rugbysta
  - Maciej Iwański, polski piłkarz
  - Dave Ostlund, amerykański strongman
  - Maria Radner, niemiecka śpiewaczka operowa (kontralt) (zm. 2015)
  - Gijs Vermeulen, holenderski wioślarz
- 1982:
  - Ákos Buzsáky, węgierski piłkarz
  - Matt Gaetz, amerykański polityk, kongresmen
  - Ewelina Kobryn, polska koszykarka
  - Nam Song-chol, północnokoreański piłkarz
  - Filip Novák, czeski hokeista
- 1983:
  - Marco Galiazzo, włoski łucznik
  - Garry O’Connor, szkocki piłkarz
  - Tomasz Pochwała, polski skoczek narciarski, kombinator norweski
  - Julio dos Santos, paragwajski piłkarz
- 1984:
  - Kate Dennison, brytyjska lekkoatletka, tyczkarka
  - Chris Nurse, gujański piłkarz
  - Kevin Owens, kanadyjski wrestler
  - Shavkat Raimqulov, uzbecki piłkarz
- 1985:
  - Jakob Andkjær, duński pływak
  - Simone Facey, jamajska lekkoatletka, sprinterka
  - Michaił Ignatjew, rosyjski kolarz szosowy i torowy
  - Tonje Nøstvold, norweska piłkarka ręczna
  - Liam Tancock, brytyjski pływak
- 1986:
  - Andrij Ahafonow, ukraiński koszykarz
  - Anton Chudobin, rosyjski hokeista, bramkarz
  - Matt Helders, brytyjski perkusista, członek zespołu Arctic Monkeys
  - Robbie Jarvis, brytyjski aktor
  - Amy Kwolek, brytyjska aktorka
  - Jewgienij Woronow, rosyjski koszykarz
  - Matee Ajavon, amerykańska koszykarka
- 1987:
  - Rövşən Bayramov, azerski zapaśnik
  - Serge Gakpé, togijski piłkarz
  - Jarosław Korolow, rosyjski koszykarz
  - Swiatłana Kudzielicz, białoruska lekkoatletka, biegaczka długodystansowa
  - Lina Maftei, mołdawska lekkoatletka, tyczkarka
  - Jérémy Ménez, francuski piłkarz
  - Kaciaryna Papłauska, białoruska lekkoatletka, płotkarka
  - Grzegorz Pasiut, polski hokeista
  - Fabien Pithia, maurytyjski piłkarz
  - Louis Fabrice Pithia, maurytyjski piłkarz
  - Brett Stapleton, australijski rugbysta
- 1988:
  - Nathan Burns, australijski piłkarz
  - Andreea Chițu, rumuńska judoczka
  - Cansu Hoag, turecka siatkarka
  - David Hogan, irlandzki snookerzysta
  - Ma Jin, chińska badmintonistka
  - Takayuki Morimoto, japoński piłkarz
  - Erasto Nyoni, tanzański piłkarz
  - Jana Franziska Poll, niemiecka siatkarka
  - Eino Puri, estoński piłkarz
  - Sander Puri, estoński piłkarz
- 1989:
  - Adharvaa, indyjski aktor
  - Cherrelle Garrett, amerykańska bobsleistka
  - Taisija Udodenko, ukraińska koszykarka
- 1990:
  - Martina Cavallero, argentyńska hokeistka na trawie
  - Michał Kubik, polski futsalista, trener
  - Sydney Leroux, amerykańska piłkarka pochodzenia kanadyjskiego
  - Sideris Tasiadis, niemiecki kajakarz górski pochodzenia greckiego
  - Jolien Verschueren, belgijska kolarka przełajowa (zm. 2021)
  - Yoon Bit-garam, południowokoreański piłkarz
- 1991:
  - Valentina Biccheri, włoska siatkarka
  - Mercy Cherono, kenijska lekkoatletka, biegaczka długodystansowa
  - Emir Dilaver, austriacki piłkarz pochodzenia bośniackiego
  - Daniel Juncadella, hiszpański kierowca wyścigowy
  - Wouter ter Maat, holenderski siatkarz
- 1992:
  - Konstantine Chabalaszwili, gruziński zapaśnik
  - Dordżchandyn Chüderbulag, mongolski zapaśnik
  - Adrián Embarba, hiszpański piłkarz
  - Ryan Harrison, amerykański tenisista
  - Tyler Johnson, amerykański koszykarz
  - Alexander Ludwig, kanadyjski aktor pochodzenia niemieckiego
  - Theresa Michalak, niemiecka pływaczka
  - Simeon Nwankwo, nigeryjski piłkarz
  - Natalia Rodríguez, hiszpańska aktorka
  - Aleksandra Wiśnik, polska lekkoatletka, tyczkarka
- 1993:
  - Amile Jefferson, amerykański koszykarz
  - Nicolae Stanciu, rumuński piłkarz
  - Ajla Tomljanović, chorwacka tenisistka
- 1994:
  - Sliman Kchouk, tunezyjski piłkarz
  - Bartosz Kwiecień, polski piłkarz
  - Ilaria Milazzo, włoska koszykarka
- 1995:
  - Seko Fofana, francuski piłkarz pochodzenia iworyjskiego
  - Emma Giegżno, polska aktorka
  - Fred Kerley, amerykański lekkoatketa, sprinter
  - Kevin O’Connor, irlandzki piłkarz
- 1996:
  - Alexandru Bejan, mołdawski piłkarz
  - Diletta Carli, włoska pływaczka
  - Zakaria El Azzouzi, holenderski piłkarz pochodzenia marokańskiego
  - Daniel Grégorich, kubański zapaśnik
  - Jasmi Joensuu, fińska biegaczka narciarska
  - Federico Varela, argentyński piłkarz
- 1997:
  - Bartosz Adamski, polski siatkarz
  - Jamuna Boro, indyjska pięściarka
  - Darja Kasatkina, rosyjska tenisistka
  - Adam Mišík, czeski aktor, piosenkarz, gitarzysta
  - Ołeksandr Pichalonok, ukraiński piłkarz
  - Youri Tielemans, belgijski piłkarz
  - Johannes Tille, niemiecki siatkarz
- 1998:
  - Kamil Adamczyk, polski piłkarz ręczny
  - Esteban Obiang, piłkarz z Gwinei Równikowej
  - Dani Olmo, hiszpański piłkarz
  - Jesse Puljujärvi, fiński hokeista
  - Ismaila Soro, iworyjski piłkarz
- 1999:
  - Zorhan Bassong, kanadyjski piłkarz pochodzenia kameruńsko-belgijskiego
  - Cody Gakpo, holenderski piłkarz pochodzenia togijskiego
  - Dominika Gąsieniec, polska piłkarka
  - Kamiłła Ogun, rosyjska koszykarka
  - Yves Pons, francuski koszykarz pochodzenia haitańskiego
  - Elisa Silva, portugalska piosenkarka
- 2000:
  - Eden Alene, izraelska piosenkarka
  - Lynner García, gwatemalski piłkarz
- 2001:
  - Braxton Amos, amerykański zapaśnik
  - Bruno Barticciotto, chilijski piłkarz pochodzenia argentyńskiego
  - Kamil Czarnecki, polski zapaśnik
- 2002 – Bang Ye-dam, południowokoreański wokalista, członek boysbandu Treasure
- 2003:
  - Kacper Lewalski, polski lekkoatleta, średniodystansowiec
  - Kevin Paredes, amerykański piłkarz pochodzenia dominikańskiego
  - Danił Sadriejew, rosyjski skoczek narciarski
  - Yam Wolczak, izraelski judoka
- 2004 – Ashlyn Krueger, amerykańska tenisistka
- 2007 – Darina Krasnowecka, ukraińska piosenkarka

## Zmarli
- 721 – Jan z Beverley, biskup, święty (ur. ?)
- 973 – Otton I Wielki, cesarz rzymski (ur. 912)
- 1014 – Bagrat III, król Gruzji (ur. ok. 960)
- 1059 – Gizela, księżniczka bawarska, królowa węgierska (ur. ok. 985)
- 1160 – Genowefa, polska zakonnica, córka Bolesława III Krzywoustego (ur. ?)
- 1166 – Wilhelm I Zły, król Sycylii (ur. ?)
- 1205 – Władysław III, król Węgier i Chorwacji (ur. 1201)
- 1279 – Albert z Bergamo, włoski tercjarz dominikański, błogosławiony (ur. ok. 1214)
- 1306 – Przemysław, książę raciborski (ur. ?)
- 1402 – Amadeusz, hrabia Piemontu, książę Achai (ur. 1363)
- 1462 – Pasqual Malipiero, doża Wenecji (ur. 1392)
- 1479 – Zenobi Machiavelli, włoski malarz (ur. 1418)
- 1494 – Aleksander, cesarz Etiopii (ur. 1471)
- 1499 – Kaspar Velkener, niemiecki duchowny katolicki, kanonik kapituły warmińskiej (ur. ?)
- 1508 – Nił Sorski, rosyjski święty mnich prawosławny, filozof (ur. 1433)
- 1523:
  - Antonio Grimani, doża Wenecji, admirał (ur. 1434)
  - Franz von Sickingen, niemiecki arystokrata, działacz reformacyjny (ur. 1481)
- 1539 – Ottaviano Petrucci, włoski wydawca, drukarz (ur. 1466)
- 1586 – Jerzy II, książę brzeski (ur. 1523)
- 1617 – David Fabricius, holenderski astronom, teolog (ur. 1564)
- 1628 – Tomaso Malvenda, hiszpański dominikanin, teolog (ur. 1566)
- 1667 – Johann Jakob Froberger, niemiecki kompozytor (ur. 1616)
- 1682 – Fiodor III Romanow, car Rosji (ur. 1661)
- 1718 – Maria z Modeny, królowa Anglii i Szkocji (ur. 1658)
- 1728 – Róża Venerini, włoska zakonnica, święta (ur. 1656)
- 1737 – Giovanni Domenico Santorini, włoski anatom (ur. 1681)
- 1749 – Jean-Jacques Amelot de Chaillou, francuski arystokrata, polityk (ur. 1689)
- 1776 – Stanisław Dominik Kleczewski, polski językoznawca, historyk, filozof, pisarz religijny, tłumacz (ur. 1714)
- 1777 – Charles de Brosses, francuski pisarz, prawnik, filolog, encyklopedysta (ur. 1709)
- 1793:
  - Pietro Nardini, włoski kompozytor (ur. 1722)
  - Johan Zoutman, holenderski kontradmirał (ur. 1724)
- 1795 – Antoine Quentin Fouquier de Tinville, francuski prawnik, polityk, rewolucjonista (ur. 1746)
- 1800:
  - Niccolò Piccinni, włoski kompozytor (ur. 1728)
  - Laurens Pieter van de Spiegel, holenderski polityk (ur. 1736)
  - Jean-Baptiste Vallin de la Mothe, francuski architekt (ur. 1729)
- 1805 – William Petty, brytyjski arystokrata, wojskowy, polityk, premier Wielkiej Brytanii (ur. 1737)
- 1812 – (lub 1813) John Colter, amerykański podróżnik (ur. ok. 1774)
- 1818 – Leopold Koželuh, czeski kompozytor (ur. 1747)
- 1825 – Antonio Salieri, włoski kompozytor (ur. 1750)
- 1840 – Caspar David Friedrich, niemiecki malarz (ur. 1774)
- 1848 – Gustaw Gizewiusz, polski duchowny ewangelicki, działacz społeczno-narodowy i polityczny na Mazurach, literat, folklorysta, publicysta, tłumacz, redaktor, wydawca, bibliofil (ur. 1810)
- 1868 – Henry Brougham, brytyjski arystokrata, prawnik, polityk (ur. 1778)
- 1873 – Salmon Chase, amerykański polityk (ur. 1808)
- 1874 – Józef Szafranek, polski duchowny katolicki, działacz społeczny, wydawca (ur. 1807)
- 1879 – Charles de Coster, belgijski pisarz (ur. 1827)
- 1887 – Carl Ferdinand Wilhelm Walther, niemiecko-amerykański duchowny i teolog luterański (ur. 1811)
- 1890 – James Nasmyth, szkocki astronom, inżynier (ur. 1808)
- 1894 – Fabian Juliusz Sarnecki, polski malarz (ur. 1800)
- 1896 – Herman Webster Mudgett, amerykański seryjny morderca (ur. 1860)
- 1897 – Ion Ghica, rumuński rewolucjonista, dyplomata, polityk, premier Rumunii (ur. 1816)
- 1901 – Ołeksij Ałczewski, ukraiński inżynier, przedsiębiorca, bankier, filantrop (ur. 1835)
- 1902:
  - Albert Alexander Cochrane Le Souef, australijski zoolog (ur. 1828)
  - Albert Henry Payne, brytyjski stalorytnik, ilustrator, wydawca (ur. 1812)
  - Augustyn Roscelli, włoski duchowny katolicki, święty (ur. 1818)
- 1904 – Manuel Candamo, peruwiański polityk, prezydent Peru (ur. 1841)
- 1906 – Max Judd, polsko-amerykański szachista pochodzenia żydowskiego (ur. 1851)
- 1908 – Ludovic Halévy, francuski prozaik, dramaturg, librecista (ur. 1834)
- 1909:
  - Joachim Andersen, duński flecista, kompozytor, dyrygent (ur. 1847)
  - Aleksy Toth, amerykański duchowny greckokatolicki, a następnie prawosławny pochodzenia rusińskiego (ur. 1854)
  - Grzegorz (Živković), serbski biskup prawosławny (ur. 1839)
- 1915 – Maurycy Frączek, polski podporucznik Legionów Polskich (ur. 1889)
- 1917 – Albert Ball, brytyjski kapitan pilot, as myśliwski (ur. 1896)
- 1920 – Eugeniusz (Miercałow), rosyjski biskup prawosławny (ur. 1857)
- 1921 – Ferdynand Majerski, polski rzeźbiarz (ur. 1832)
- 1922 – Wilhelm Siemieński, polski hrabia, prawnik, dyplomata, podporucznik rezerwy obserwator w służbie austro-węgierskiej (ur. 1887)
- 1923 – Klemens Dzieduszycki, polski hrabia, ziemianin, działacz gospodarczy, polityk (ur. 1856)
- 1924 – Dimityr Błagojew, bułgarski rewolucjonista, krytyk literacki (ur. 1856)
- 1925 – Doveton Sturdee, brytyjski admirał (ur. 1859)
- 1926:
  - Władysław Smoleński, polski historyk (ur. 1851)
  - Bronisława Wolska, polska aktorka (ur. 1840)
- 1928 – Aleksandr Spendiarian, ormiański kompozytor, dyrygent (ur. 1871)
- 1929:
  - Millón, brazylijski piłkarz (ur. 1895)
  - Jan Morawski, polski generał brygady (ur. 1867)
- 1930:
  - Edmund Kessler, polski generał brygady (ur. 1880)
  - Mieczysław Łazarski, polski matematyk, wykładowca akademicki (ur. 1852)
- 1931 – Zdzisław Dębicki, polski poeta, krytyk literacki, publicysta, pamiętnikarz (ur. 1871)
- 1932:
  - Paul Doumer, francuski polityk, prezydent Francji (ur. 1857)
  - Albert Thomas, francuski polityk (ur. 1878)
- 1933:
  - Aleksander (Białozor), rosyjski biskup prawosławny pochodzenia białoruskiego (ur. 1866)
  - Serafin (Mieszczeriakow), rosyjski biskup prawosławny (ur. 1860)
- 1937 – David Morton, szkocki rugbysta, sędzia sportowy (ur. 1861)
- 1938 – Octavian Goga, rumuński poeta, dramaturg, dziennikarz, polityk, premier Rumunii (ur. 1881)
- 1939:
  - Franciszek Paleari, włoski duchowny katolicki, błogosławiony (ur. 1863)
  - Jan Michał Rakowski, polski działacz narodowy, pisarz, dziennikarz (ur. 1859)
- 1940:
  - Michael J. Hogan, amerykański polityk (ur. 1871)
  - George Lansbury, brytyjski polityk (ur. 1859)
- 1941 – James George Frazer, brytyjski antropolog społeczny, filolog, historyk religii (ur. 1854)
- 1942:
  - Teodor Buchholz, polski malarz (ur. 1857)
  - Alfred Gabriel Hertz, polski podchorąży, internista, pediatra pochodzenia żydowskiego (ur. 1898)
  - Felix Weingartner, austriacki kompozytor, dyrygent (ur. 1863)
- 1943:
  - Frank Greer, amerykański wioślarz (ur. 1879)
  - Jan Hörl, polski podporucznik, żołnierz AK, cichociemny (ur. 1921)
  - Fethi Okyar, turecki generał porucznik, dyplomata, polityk, przewodniczący Wielkiego Zgromadzenia Narodowego i premier Turcji (ur. 1880)
  - Kazimierz Smoleński, polski chemik, technolog, wykładowca akademicki (ur. 1876)
- 1944:
  - Victor Colomban Dreyer, francuski duchowny katolicki, misjonarz, wikariusz apostolski Rabatu i Kanału Sueskiego, dyplomata papieski (ur. 1866)
  - Wojciech Fyda, polski pułkownik dyplomowany artylerii (ur. 1894)
- 1945:
  - Kurt Albrecht, niemiecki neurolog, psychiatra, wykładowca akademicki, działacz nazistowski (ur. 1894)
  - Władimir Bojarski, radziecki pułkownik, kolaborant (ur. 1901)
  - Jan Górny, polski bokser (ur. 1907)
  - Adolf Pascher, czesko-austriacki fykolog, wykładowca akademicki (ur. 1881)
  - Klementyna Popowicz-Bojarska, ukraińska nauczycielka, pisarka, poetka (ur. 1863)
  - Stefan Sołtyk, polski nauczyciel, publicysta, polityk, poseł na Sejm i senator RP (ur. 1880)
- 1946:
  - Ferdinand Boberg, szwedzki architekt (ur. 1860)
  - Kazimierz Bukraba, polski duchowny katolicki, biskup piński (ur. 1885)
  - Anton Mussert, holenderski polityk nazistowski, kolaborant (ur. 1894)
- 1948 – Antoni Borowik, polski podporucznik, członek WiN (ur. ?)
- 1950 – Gabriel V, serbski duchowny prawosławny, patriarcha Serbii (ur. 1881)
- 1951 – Warner Baxter, amerykański aktor (ur. 1889)
- 1952:
  - Juan Bautista Pérez, wenezuelski prawnik, dyplomata, polityk, prezydent Wenezueli (ur. 1869)
  - Józef Skrzydlewski, polski podpułkownik dyplomowany piechoty (ur. 1896)
- 1953 – Adam Mohuczy, polski kontradmirał (ur. 1891)
- 1956 – Josef Hoffmann, austriacki architekt, projektant sztuki użytkowej (ur. 1870)
- 1957 – Wilhelm Filchner, niemiecki podróżnik, odkrywca (ur. 1877)
- 1958:
  - Mihkel Lüdig, estoński kompozytor, organista (ur. 1880)
  - Tadeusz Wołowski, polski reżyser teatralny (ur. 1889)
  - Adam Żółtowski, polski filozof, powstaniec śląski, polityk, poseł na Sejm RP (ur. 1881)
- 1959:
  - Samuel Hoare, brytyjski polityk (ur. 1880)
  - Crisanto Luque Sánchez, kolumbijski duchowny katolicki, arcybiskup Bogoty, kardynał (ur. 1889)
- 1962 – Aleksandr Paniukow, radziecki generał major, polityk (ur. 1894)
- 1964:
  - Axel Norling, szwedzki wszechstronny sportowiec (ur. 1884)
  - Karol Semik, polski żołnierz, działacz spółdzielczy na Śląsku Cieszyńskim (ur. 1913)
- 1965 – Charles Sheeler, amerykański malarz, fotograf (ur. 1883)
- 1966:
  - Stanisław Jerzy Lec, polski poeta, satyryk, aforysta (ur. 1909)
  - Usmon Yusupov, radziecki i uzbecki polityk (ur. 1900)
- 1967:
  - Anne Bauchens, amerykańska montażystka filmowa (ur. 1882)
  - Maria Grzegorzewska, polska psycholog, pedagog (ur. 1888)
  - Erik Wallerius, szwedzki żeglarz sportowy (ur. 1878)
- 1968:
  - Luis Brunetto, argentyński lekkoatleta, trójskoczek (ur. 1901)
  - Tadeusz Gierzyński, polski prawnik, adwokat, sędzia, dziennikarz, działacz społeczny (ur. 1905)
  - Mike Spence, brytyjski kierowca wyścigowy (ur. 1936)
  - Lurleen Wallace, amerykańska polityk (ur. 1926)
- 1970 – Eric Grant Cable, brytyjski dyplomata, funkcjonariusz wywiadu (ur. 1887)
- 1971 – Sukarni, indonezyjski działacz niepodległościowy, polityk (ur. 1916)
- 1972 – Adam Kowalczyk, polski pułkownik pilot (ur. 1903)
- 1973:
  - Leon Kamieński, polski inżynier, wykładowca akademicki (ur. 1903)
  - Arcadio María Larraona, hiszpański kardynał (ur. 1887)
- 1974:
  - Gustaf Dyrsch, szwedzki jeździec sportowy (ur. 1890)
  - Frederick Kelly, amerykański lekkoatleta, płotkarz (ur. 1891)
  - Stanisław Lipiński, polski operator filmowy (ur. 1909)
  - Hans Bernhard Reichow, niemiecki architekt, urbanista (ur. 1899)
- 1975:
  - Franz Bistricky, austriacki piłkarz ręczny (ur. 1914)
  - Gyula Háy, węgierski poeta, dramaturg (ur. 1900)
- 1977:
  - Stefan Osiecki, polski taternik, alpinista, filmowiec, architekt (ur. 1902)
  - Stanisław Pyjas, polski student, działacz opozycyjny (ur. 1953)
- 1978 – Stylita-Jadwiga Rudzka, polska boromeuszka, przełożona generalna (ur. 1887)
- 1979:
  - Siergiej Pankiejew, rosyjski pacjent Sigmunda Freuda znany jako „człowiek-wilk” (ur. 1886)
  - Heinz Reinefarth, niemiecki dowódca wojskowy, zbrodniarz nazistowski, samorządowiec (ur. 1903)
  - Sven Utterström, szwedzki biegacz narciarski (ur. 1901)
- 1980:
  - Aoua Kéita, malijska aktywistka niepodległościowa, pisarka i polityczka (ur. 1912)
- 1981:
  - Du Yuming, chiński dowódca wojskowy, polityk (ur. 1904)
  - Artur Jastrzębski, polski generał brygady, działacz komunistyczny (ur. 1906)
  - Hiromichi Yahara, japoński pułkownik (ur. 1902)
- 1982:
  - Alfred Adam, francuski aktor (ur. 1908)
  - Claudio Barrientos, chilijski bokser (ur. 1936)
- 1985:
  - Adam Bahdaj, polski pisarz, tłumacz (ur. 1918)
  - Jerzy Młodziejowski, polski geograf, taternik, krajoznawca, skrzypek, altowiolista (ur. 1909)
  - Carlos Mota Pinto, portugalski prawnik, polityk, premier Portugalii (ur. 1936)
- 1986:
  - Charlie Colombo, amerykański piłkarz (ur. 1920)
  - Gaston Defferre, francuski polityk, samorządowiec, mer Marsylii (ur. 1910)
  - Alfredo Pezzana, włoski szermierz (ur. 1893)
  - Herma Plank-Szabó, austriacka łyżwiarka figurowa (ur. 1902)
- 1989 – Frank Cluskey, irlandzki polityk (ur. 1930)
- 1990 – Hertha Karasek-Strzygowski, niemiecko-austriacka malarka, graficzka, rysowniczka, pisarka (ur. 1896)
- 1992 – Hap Sharp, amerykański kierowca wyścigowy (ur. 1928)
- 1993 – Andrzej Jarecki, polski poeta, satyryk, krytyk teatralny (ur. 1933)
- 1994:
  - Chajjim Bar-Lew, izraelski generał porucznik, polityk (ur. 1924)
  - Margaret Skeete, amerykańska superstulatka (ur. 1878)
- 1996:
  - Albert Meltzer, brytyjski pisarz, działacz anarchokomunistyczny (ur. 1920)
  - Pinga, brazylijski piłkarz (ur. 1924)
- 1997 – Tadeusz Kakinowski, polski malarz (ur. 1909)
- 1998:
  - Helena Krajewska, polska malarka (ur. 1910)
  - Allan McLeod Cormack, amerykański fizyk pochodzenia południowoafrykańskiego, laureat Nagrody Nobla (ur. 1924)
  - Eddie Rabbitt, amerykański piosenkarz country (ur. 1941)
- 1999 – (data zaginięcia) Juryj Zacharanka, białoruski pułkownik milicji, polityk, opozycjonista (ur. 1952)
- 2000 – Douglas Fairbanks Jr., amerykański oficer marynarki wojennej, aktor (ur. 1909)
- 2001:
  - Janusz Jeljaszewicz, polski lekarz, mikrobiolog, farmaceuta (ur. 1930)
  - Margeretha Krook, szwedzka aktorka (ur. 1925)
- 2002:
  - Tadeusz Majewski, polski duchowny, biskup Kościoła Polskokatolickiego (ur. 1926)
  - Masakatsu Miyamoto, japoński piłkarz (ur. 1938)
  - Xavier Montsalvatge, hiszpański kompozytor (ur. 1912)
- 2003:
  - Jeremiasz Barański, polski przedsiębiorca, przestępca (ur. 1945)
  - Tomasz Mirkowicz, polski pisarz, krytyk literacki, tłumacz (ur. 1953)
  - Roman Samsel, polski pisarz, krytyk literacki, biblista, tłumacz (ur. 1935)
  - Zygmunt Kleszczewski, polski fizyk (ur. 1943)
- 2004:
  - Waldemar Milewicz, polski dziennikarz, reporter i korespondent wojenny (ur. 1956)
- 2006:
  - Edmund Boniewicz, polski duchowny katolicki, pallotyn (ur. 1919)
  - Machiko Soga, japońska aktorka (ur. 1938)
- 2007 – Diego Corrales, amerykański bokser (ur. 1977)
- 2009:
  - Mickey Carroll, amerykański aktor (ur. 1919)
  - Tony Marsh, brytyjski kierowca wyścigowy (ur. 1931)
  - Zygmunt Waźbiński, polski historyk sztuki (ur. 1933)
- 2010:
  - Francisco Aguabella, kubański perkusista (ur. 1925)
  - Marek Długosz, polski muzyk, gitarzysta (ur. 1973)
  - Walter Joseph Hickel, amerykański polityk (ur. 1919)
  - Jacek Kotlica, polski poeta, krytyk sztuki, działacz kulturalny (ur. 1939)
  - Giuseppe Ogna, włoski kolarz szosowy i torowy (ur. 1933)
- 2011:
  - Seve Ballesteros, hiszpański golfista (ur. 1957)
  - Willard Boyle, amerykański fizyk, laureat Nagrody Nobla pochodzenia kanadyjskiego (ur. 1924)
  - John Walker, amerykański muzyk, wokalista, kompozytor, założyciel zespołu The Walker Brothers (ur. 1943)
- 2012:
  - Jules Bocandé, senegalski piłkarz, trener (ur. 1958)
  - Georgi Łozanow, bułgarski psycholog, neurolog, parapsycholog (ur. 1926)
  - Edward Strząbała, polski piłkarz ręczny, trener (ur. 1938)
- 2013 – Wiktor Tołkin, polski rzeźbiarz, architekt (ur. 1922)
- 2014:
  - Neville McNamara, australijski marszałek lotnictwa (ur. 1923)
  - William Meyers, południowoafrykański bokser (ur. 1943)
- 2015:
  - Antoni Boratyński, polski malarz, grafik, ilustrator (ur. 1930)
  - Józef Pazdur, polski duchowny katolicki, biskup pomocniczy wrocławski (ur. 1924)
  - Zbigniew Skoczylas, polski wojskowy, wspinacz, działacz społeczny i państwowy (ur. 1928)
- 2016:
  - Jan Krasowski, polski pułkownik (ur. 1924)
  - José Roberto Marques, brazylijski piłkarz (ur. 1945)
- 2017:
  - Zakasz Kamalidenow, kazachski generał major, polityk komunistyczny (ur. 1936)
  - Krystyna Kotowicz, polska pianistka, pedagog (ur. 1920)
  - Krzysztof Majka, polski naukowiec, specjalista z dziedziny energetyki i elektrotechniki (ur. 1936)
  - Thomas White, irlandzki duchowny katolicki, arcybiskup, nuncjusz apostolski (ur. 1931)
  - Stefan Wysocki, polski duchowny katolicki, działacz podziemia niepodległościowego w czasie II wojny światowej (ur. 1928)
- 2018:
  - Jerzy Jogałła, polski aktor (ur. 1940)
  - Maurane, belgijska piosenkarka (ur. 1960)
- 2019:
  - Pedro Gamarro, wenezuelski bokser (ur. 1955)
  - Jean Vanier, kanadyjski filantrop, działacz społeczny, organizator wspólnot religijnych L’Arche (ur. 1928)
  - Michael Wessing, niemiecki lekkoatleta, oszczepnik (ur. 1952)
  - Iwona Wojciechowska, polska skrzypaczka (ur. 1947)
- 2020:
  - Eugenio Ravignani, włoski duchowny katolicki, biskup Triestu (ur. 1932)
  - Maks Velo, albański malarz, poeta (ur. 1935)
  - Joseph Zhu Baoyu, chiński duchowny katolicki, biskup Nanyang (ur. 1921)
- 2021:
  - Tawny Kitaen, amerykańska aktorka, modelka (ur. 1961)
  - Jegor Ligaczow, rosyjski polityk (ur. 1920)
  - Martín Pando, argentyński piłkarz (ur. 1934)
- 2022:
  - Jurij Awerbach, rosyjski szachista (ur. 1922)
  - Elisa Maria Damião, portugalska działaczka związkowa, polityk, eurodeputowana (ur. 1946)
  - Mickey Gilley, amerykański piosenkarz i muzyk country (ur. 1936)
  - Marek Grabowski, polski lekarz, polityk, wiceminister zdrowia (ur. 1950)
  - Kang Soo-yeon, południowokoreańska aktorka (ur. 1966)
  - Robin Parkinson, brytyjski aktor (ur. 1929)
- 2023:
  - Grace Bumbry, amerykańska śpiewaczka operowa (mezzosopran) (ur. 1937)
  - Władimir Dybo, rosyjski językoznawca, wykładowca akademicki (ur. 1931)
  - Stanisław Lenartowicz, polski reżyser filmów animowanych (ur. 1939)
  - Patrick McGrath, irlandzki duchowny katolicki, biskup San Jose (ur. 1945)
- 2024:
  - Steve Albini, amerykański gitarzysta, wokalista, kompozytor, autor tekstów, inżynier dźwięku, dziennikarz muzyczny (ur. 1962)
  - Kim Ki Nam, północnokoreański polityk (ur. 1928)
  - Jan Ptaszyn Wróblewski, polski saksofonista jazzowy, kompozytor, aranżer, dyrygent, publicysta, dziennikarz radiowy (ur. 1936)
- 2025:
  - Joe Don Baker, amerykański aktor (ur. 1936)
  - DJ Hazel, polski didżej i producent muzyczny (ur. 1980)
  - Mykoła Fedoruk, ukraiński inżynier, samorządowiec, polityk, prezydent Czerniowiec (ur. 1954)
  - Kazimierz Jaremczak, polski judoka, trener, prezes Polskiego Związku Judo (ur. 1938)
  - Cleopa Msuya, tanzański polityk, premier Tanzanii (ur. 1931)
  - Sofja Prokofjewa, rosyjska autorka książek dla dzieci, scenarzystka filmowa (ur. 1928)